# Live Underground In Łódź
Live Underground In Łódź – pierwszy koncertowy album zespołu Normalsi, nagrany w łódzkim Toya Studios w maju 2007 roku, wydany na płycie DVD 26 maja 2008 roku.

## Lista utworów
1. Solilokwium
2. Ziemia
3. Łajza
4. Czarny tydzień
5. Patologia
6. Wielki B
7. Jesień
8. Juda
9. Do stracenia
10. Poncjusz Piłat
11. Mateusz Lewita
12. Nie ma mowy (akustycznie)
13. List do ojca (akustycznie)
14. Komin
15. Łajza

## Twórcy
- Piotr "Chypis" Pachulski - wokal, gitara elektryczna
- Mirek "Koniu" Mazurczyk - gitara elektryczna
- Marcin "Rittus" Ritter - gitara basowa
- Krzysztof Szewczyk - perkusja